# 郑庄子镇
郑庄子镇，是中华人民共和国河北省唐山市开平区下辖的一个乡镇级行政单位。

## 行政区划
郑庄子镇下辖以下地区：
园丁楼社区、河北楼社区、迎新楼社区、郑庄子村、梁各庄村、王官庄村、三益庄村、刘家洼村、前口村、中口村、北口村、前泉村、张庄子村、西新庄村、中新庄村、东新庄村、小代庄村、太平庄村、马庄子村、王千庄村、任信屯村、安各庄村、周赵庄村、贾庄子村、北泉村、寨子村、田庄村、新房子村、贾奄子村和李各庄村。